# Werchnja
Werchnja (ukrainisch Верхня; russisch Верхняя Werchnjaja, polnisch Wierzchnia) ist ein Dorf in der ukrainischen Oblast Iwano-Frankiwsk mit etwa 2500 Einwohnern.

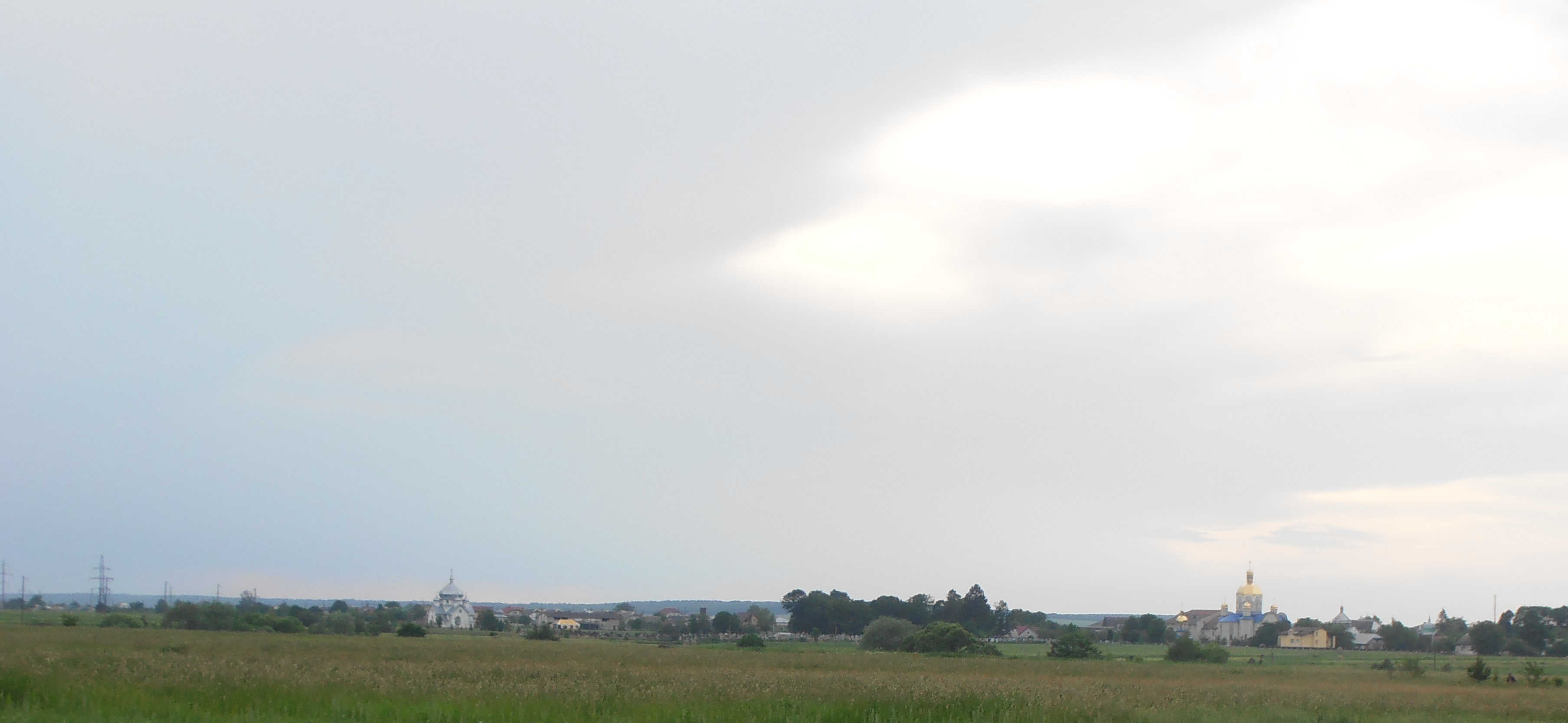
Panoramablick auf den Ort

Die Ortschaft liegt im Süden der historischen Landschaft Galizien am Ufer der Bolochiwka (Болохівка), etwa 10 Kilometer nördlich vom Rajonzentrum Kalusch und 34 Kilometer nordwestlich vom Oblastzentrum Iwano-Frankiwsk.

## Geschichte
Die Ortschaft wurde 1448 zum ersten Mal schriftlich erwähnt und lag zunächst in der Woiwodschaft Ruthenien der Adelsrepublik Polen-Litauen. 1772 kam sie als Wirchna zum damaligen österreichischen Kronland Galizien (bis 1918 dann im Bezirk Kałusz).
Nach dem Ende des Ersten Weltkrieges kam Werchnja zu Polen, war hier ab 1921 als Wierzchnia in die Woiwodschaft Stanislau, Powiat Kałusz, Gmina Wierzchnia eingegliedert und wurde im Zweiten Weltkrieg erst von der Sowjetunion und von 1941 bis 1944 von Deutschland besetzt und dem Distrikt Galizien angeschlossen. Nach der Rückeroberung durch sowjetische Truppen 1944 kam er 1945 wiederum zur Sowjetunion und wurde in die Ukrainische SSR eingegliedert. Seit dem Zerfall der Sowjetunion 1991 ist das Dorf Teil der unabhängigen Ukraine.

## Verwaltungsgliederung
Am 20. August 2015 wurde das Dorf zum Zentrum der neu gegründeten Landgemeinde Werchnja (Верхнянська сільська громада/Werchnjanska silska hromada). Zu dieser zählen auch die 11 Dörfer in der untenstehenden Tabelle aufgelistetenen Dörfer, bis dahin bildete es zusammen mit dem Dorf Iwankowa die Landratsgemeinde Werchnja (Верхнянська сільська рада/Werchnjanska silska rada) im Nordwesten des Rajons Kalusch.
Folgende Orte sind neben dem Hauptort Werchnja Teil der Gemeinde:
| Name                     | Name            | Name                             | Name              | Name |
| ukrainisch transkribiert | ukrainisch      | russisch                         | polnisch          |      |
| ------------------------ | --------------- | -------------------------------- | ----------------- | ---- |
| Bolochiw                 | Болохів         | Болохов (Bolochow)               | Bołochów          |      |
| Dowhyj Wojnyliw          | Довгий Войнилів | Долгий Войнилов (Dolgi Woinilow) | Dołha-Wojniłowska |      |
| Humeniw                  | Гуменів         | Гуменев (Gumenew)                | Humenów           |      |
| Iwankowa                 | Іванкова        | Иванково (Iwankowo)              | Iwankowa          |      |
| Kulynka                  | Кулинка         | Кулинка (Kulinka)                | Kulinka           |      |
| Nehiwzi                  | Негівці         | Неговцы (Negowzy)                | Niegowce          |      |
| Sawadka                  | Завадка         | Завадка                          | Zawadka           |      |
| Sbora                    | Збора           | Збора                            | Zbora             |      |
| Stankowa                 | Станькова       | Станькова                        | Stańkowa          |      |
| Stepaniwka               | Степанівка      | Степановка (Stepanowka)          | Stefanówka        |      |
| Wylky                    | Вилки           | Вилки (Wilki)                    | -                 |      |

## Söhne und Töchter der Ortschaft
- Marjan Sakalnyzkyj (* 1994), Geher